# 船舶に乗り組む医師及び衛生管理者に関する省令
船舶に乗り組む医師及び衛生管理者に関する省令（せんぱくにのりくむいしおよびえいせいかんりしゃにかんするしょうれい、昭和37年8月13日運輸省令第43号）は、1962年（昭和37年）8月13日に、日本国の船員法に基づき制定された運輸省令である。船舶に乗り組む衛生管理者の資格を規定している。